# Fosfură de zinc
Fosfura de zinc (Zn3P2) este o substanță anorganică extrem de toxică folosită ca otravă în deratizare. Este interzisă manipularea și comercializarea de către persoane neautorizate din cauza potențialului neurotoxic și mai ales a volatilității ridicate a substanței. La hidroliză eliberează hidrogen fosforat, gaz inflamabil și toxic.